# ファディカ・クラモ＝ランシネ
ファディカ・クラモ＝ランシネ（Fadika Kramo-Lanciné）は、コートジボワールの映画監督。第1作『ジェリ』（Djéli） が、フェスパコのグランプリを受賞した。第2作 『ワリコ』（Wariko）は、宝くじの当たり券を題材とした諷刺作品であり、貧しい警官が宝くじが当たって喜ぶが、当たりくじを紛失し、家族や周囲の人々とともに翻弄される。

## 主な作品
- Djéli (1981年)
- Wariko (1993年)